# Partners of Fate
Partners of Fate er en amerikansk stumfilm fra 1921 af Bernard Durning.

## Medvirkende
- Louise Lovely som Helen Meriless
- William Scott som John Fraser
- Rosemary Theby som Frances Lloyd
- Philo McCullough som Byron Millard
- George Siegmann som Purser
- Richard Cummings som Bill Ricketts